# ترمبية
الترامبية أو الترمبية (بالإنجليزية: Trumpism)‏؛ مصطلح سياسي يُشار به الظاهرة والأيديولوجيا السياسية التي خلقها الرئيس الأمريكي دونالد ترامب، وهي شكل من أشكال الحكم والحركات السياسية ومجموعة من الآليات لاكتساب السلطة والحفاظ عليها. الترامبية نسخة أمريكية من التيارات اليمينية المحافظة والشعبوية القومية التي تُشاهد في دول عدة حول العالم وتتضمن بعض جوانب الديمقراطية غير الليبرالية.

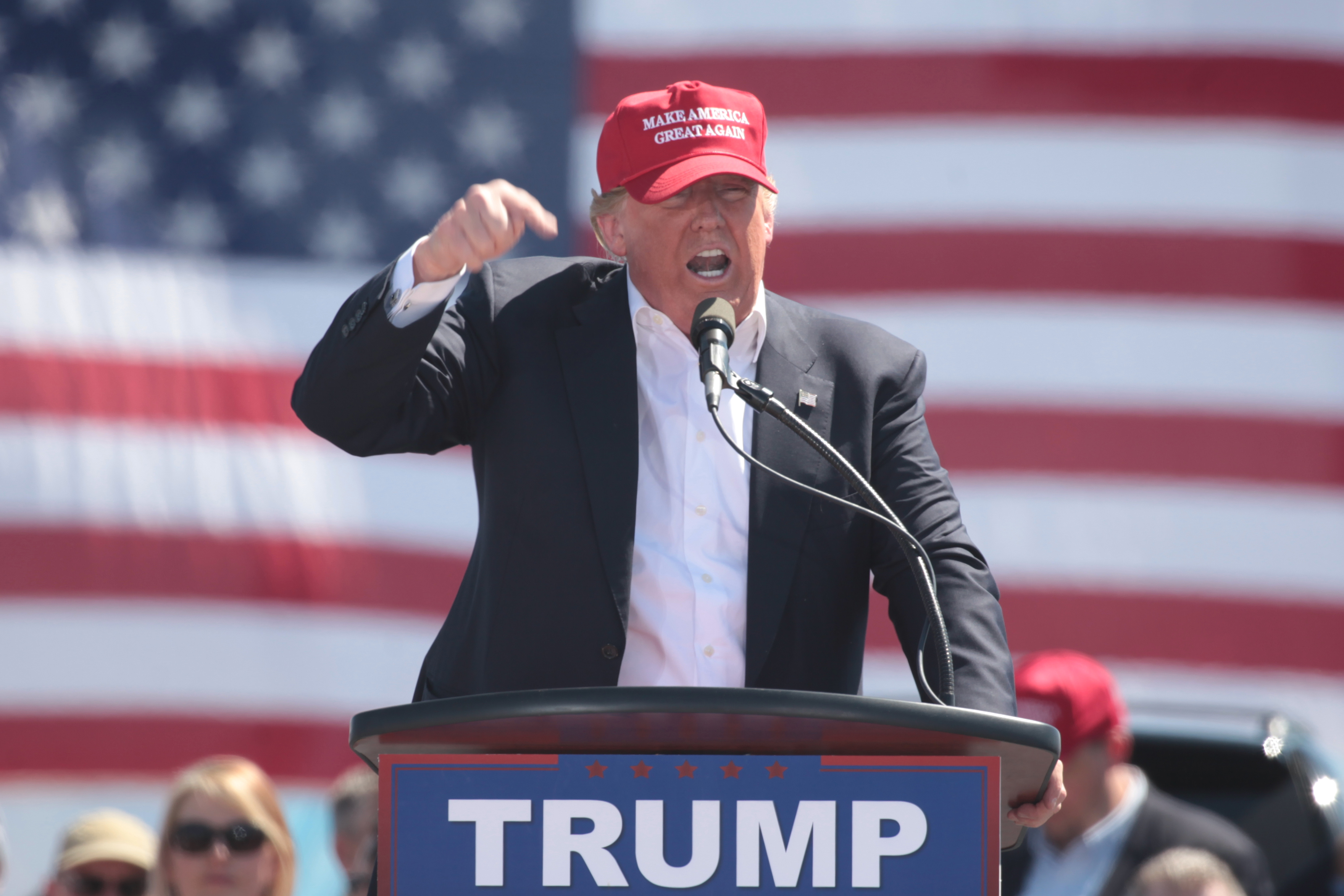
دونالد ترامب يتحدث مع مؤيديه في تجمع انتخابي.

بدأ المصطلح الأمريكي بالظهور في عام 2016، بصعود دونالد ترامب شعبيًا مع بدء حملته الانتخابية وفوزه بترشيح الحزب الجمهوري لخوض الانتخابات الرئاسية الأمريكية في عام 2016، وبفوزه برئاسة الولايات المتحدة ضد مرشحة الحزب الديمقراطي هيلاري كلينتون، التي كانت تشير استطلاعات الرأي بفوزها بفارق كبير عن منافسها ترامب. وايضا بدأ المصطلح الامريكي بالظهور مره اخرى في عام 2020 عند خساره ترامب الانتخابات الرئاسيه أمام جو بايدن وبدء حملته الانتخابيه الثالثه في عام 2024 وفوزه برئاسة الولايات المتحده ضد مرشحه الحزب الديمقراطي كامالا هاريس التي كانت نائبه لبايدن.

## الأيديولوجيات والمواضيع
بدأت الترامبية بالنمو بشكل رئيسي أثناء حملة دونالد ترامب الرئاسية لعام 2016. تشير هذه الحركة إلى أسلوب سياسي شعبوي يقترح إجابات قومية على المشاكل السياسية والاقتصادية والاجتماعية. تنعكس هذه الميول في تفضيلات السياسة العامة مثل تقييد الهجرة والحمائية التجارية والانعزالية عن الدخول في العلاقات الخارجية والمعارضة لإصلاح الاستحقاق. باعتبارها أسلوبًا سياسيًا، فإن الشعوبية لا تُعتبر مدفوعة بأي أيديولوجية معينة. يزعم مستشار الأمن القومي الأمريكي السابق ومستشار ترامب الخاص جون بولتون صحة كل ما يتعلق بشأن ترامب، مدعيًا أن «الترامبية غير موجودة في الأساس وليس لها أي معنى فلسفي ذي مغزى»، مشددًا على أن «ترامب لا يملك أي فلسفة خاصة به». «ويمكن للناس أن يحاولوا الربط بين مجموع قراراته. لكنهم سوف يفشلون».
في دليل روتليدج للشعوبية العالمية (2019)، يلاحظ العديد من المؤلفين المشاركين أن الزعماء الشعبويين يمكن تصنيفهم من بين البراغماتيين والانتهازيين فيما يتعلق بالمواضيع والأفكار والمعتقدات التي يتردد صداها بقوة لدى أتباعهم. وتشير بيانات الاقتراع إلى أن الحملة قد نجحت في حشد «أنصار الحركة الارتجاعية للبيض» من الأوروبيين الأمريكيين من الطبقة الدنيا إلى الطبقة العاملة ممن يعانون من التفاوت الاجتماعي المتزايد والذين كثيرًا ما أعلنوا معارضتهم للمؤسسة السياسية الحاكمة. ومن الناحية الإيديولوجية، تتمتع الترامبية بطابع شعبوي يميني.
تختلف الترامبية عن سياسة الحزب الجمهوري تحت زعامة أبراهام لينكون في العديد من النواحي فيما يتعلق بالتجارة الحرة والهجرة والمساواة والضوابط والميزانيات في الحكومة الاتحادية والفصل بين الكنيسة والدولة. يرى بيتر كاتزنشتاين من مركز العلوم الاجتماعية في برلين (دبليو زيد بي) أن الترامبية تستند إلى ثلاثة أعمدة وهي القومية والدين والعِرق.

### خلفية تاريخية في أمريكا
من الممكن تتبع جذور الترامبية في الولايات المتحدة إلى عصر الديمقراطية الجاكسونية وفقًا للباحثين والتر راسيل ميد وبيتر كاتزنشتاين وإدوين كينت موريس. يقول إريك راوتشواي: «أن الترامبية - الأهلانية وسيادة البيض - لها جذور عميقة في التاريخ الأمريكي. لكن ترامب وضع بنفسه غرض جديد وخبيث لها».
اعتبرت الديمقراطية الجاكسونية في كثير من الأحيان حركة سياسية «للبيض فقط» معادية للأجانب.
كان أتباع أندرو جاكسون يشعرون بأنه واحدًا منهم وكانوا يدعمون بقوة تحديَه للصوابية السياسية في القرن التاسع عشر حتى في القانون الدستوري عندما وقفوا في وجه السياسة العامة الشعبية. تجاهل جاكسون قرار المحكمة العليا للولايات المتحدة في قضية ورسيستر ضد جورجيا وسرعان ماشرع في عملية النقل القسري لشعب شيروكي خارج أراضيهم المحمية من المعاهدة لصالح السكان المحليين البيض على حساب ما يقارب 2000 إلى 6,000 من القتلى من الرجال والنساء والأطفال. وعلى الرغم من مثل هذه الحالات الجاكسونية اللاإنسانية، فإن ميد يرى أن الجاكسونية تقدم السابقة التاريخية التي تفسر حركة أتباع ترامب فيما يتعلق بازدراء القاعدة الشعبية والشك العميق في العلاقات الخارجية والهوس بالسلطة والسيادة الأمريكية. يعتقد ميد أن هذه «الرغبة القاتلة في أمريكا لوجود شخصية جاكسونية» تدفع أتباعها نحو ترامب لكنه يحذر أيضًا من أن «ترامب، من الناحية التاريخية، لا يعدّ الخليف الثاني لأندرو جاكسون»، مع التنويه على أن «مقترحاته تميل إلى أن تكون غامضة ومتناقضة في كثير من الأحيان»، معلنًا عن الضعف المشترك للقادة الشعبويين المنتخبين حديثًا من خلال تعليقه في وقت مبكر من رئاسته قائلًا: «يعاني ترامب الآن من صعوبة في، كما تعلمون، «كيف يشكل الحكومة؟».
يتفق موريس مع ميد في تحديد جذور الترامبية في عهد الديمقراطية الجاكسونية من عام 1828 حتى عام 1848 تحت رئاسة جاكسون ومارتن فان بيورين وجيمس بوك. ومن وجهة نظر موريس، فإنه يعتقد أن الترامبية تتشاطر أيضًا أوجه التشابه مع فصيل ما بعد الحرب العالمية الأولى من الحركة التقدمية الذي خلق حركة ارتداد شعبوية محافظة عن الأخلاق المتساهلة في المدن العالمية وتغير الطبيعة العِرقية في أمريكا. في كتابه عصر الإصلاح (1955)، حدَّد المؤرخ ريتشارد هوفستاتر ظهور هذا الفصيل عندما «تدهور جزء كبير من التقليد التقدمي الشعبوي وأصبح متعصبًا وغير معتدل».
قبل الحرب العالمية الثانية، تم التعبير عن العقائد المحافِظة للترامبية من قِبَل لجنة أمريكا أولًا في أوائل القرن العشرين، وبعد الحرب العالمية الثانية تم نسبها إلى فصيل الحزب الجمهوري المعروف باسم اليمين القديم. وبحلول تسعينيات القرن العشرين، أصبح يُشار إليها باسم حركة «المحافظون الأصليون»، والتي وفقًا لموريس أعيد وصفها الآن تحت اسم الترامبية. وقد لخَّص ليو لوفينتال في كتابه: أنبياء الخداع (1949)، السرد المشترك في فترة ما بعد الحرب العالمية الثانية من هذه الهوية الشعبوية، وعلى وجه التحديد دراسة الدمقرطة الأمريكية في الفترة التي كانت تتمتع فيها وسائل الإعلام الحديثة بنفس الأسلوب المدمر من السياسة التي يعتقد المؤرخ تشارلز كلافي أن الترامبية تمثلها في الأصل. وفقًا لكلافي، فإن كتاب لوفينتال يفسر على أفضل وجه جاذبية الحركة الترامبية الدائمة ويقدم أكثر الرؤى التاريخية اللافتة للنظر للحركة.
يقول الصحفي نيكولاس ليمان، الذي كتب في النيويوركر، أن أيديولوجية الحزب الجمهوري في مرحلة ما بعد الحرب العالمية هي عبارة عن اندماج بين مؤسسة حزبية مؤيدة للأعمال التجارية وعناصر منعزلة أهلانية تنجذب نحو الحزب الجمهوري وليس الحزب الديمقراطي، والتي انضم إليها فيما بعد الإنجيليون المسيحيون «خوفًا من تصاعد الحركة العلمانية»، الأمر الذي أصبح ممكنًا بسبب الحرب الباردة و«الخوف والكراهية المتبادلين لانتشار الشيوعية».
في عام 1980، بتأييد من ويليام ف. باكلي إلى جانب رونالد ريغان، خسر الاندماج بسبب تفكك الاتحاد السوفييتي، الذي أعقبه نمو التفاوت في الدخل والعولمة اللذان «خلقا استياء كبير بين البيض من ذوي الدخل المتوسط والمنخفض» داخل الحزب الجمهوري ودونه». بعد الانتخابات الرئاسية في الولايات المتحدة عام 2012 التي شهدت هزيمة ميت رومني أمام باراك أوباما، تبنت المؤسسة الحزبية تقرير «التشريح»، تحت عنوان مشروع النمو والفرص الذي دعا الحزب إلى إعادة تأكيد هويته باعتبارها مؤيدة للسوق، ومتشككة في الحكومة وشاملة عرقيًا وثقافيًا». مع تجاهل نتائج التقرير وتأسيس الحزب في حملته الانتخابية، كان ترامب «يتمتع بمعارضة كبيرة من قِبل بعض المسؤولين في حزبه [...] أكثر من أي مرشح للرئاسة في التاريخ الأمريكي الحديث»، لكنه في الوقت ذاته، فاز «بعدد أكبر من الأصوات» في الانتخابات التمهيدية الجمهورية من أي مرشح رئاسي سابق. بحلول عام 2016، «أراد الناس أن يقوم شخص ما بالمبادرة بحركة ارتدادية»، على حد تعبير المحلل السياسي كارل روف. وصل نجاحه في الحزب إلى درجة أن استطلاعات الرأي التي أجريت في أكتوبر من عام 2020 أظهرت أن 58% من الجمهوريين والمستقلين الذين يميلون إلى الجمهوريين والذين شملهم الاستطلاع اعتبروا أنفسهم مؤيدين لترامب بدلًا من الحزب الجمهوري.

### المعلومات الكاملة للمراجع
باللغة الإنجليزية
الكتب
- Dean، John؛ Altemeyer، Robert A. (2020). "Chapter 10- National Survey on Authoritarianism". Authoritarian Nightmare: Trump and his Followers [ebook edition]. Brooklyn, NY: Melville House Publishing. ISBN:9781612199061.
- Frum، David (2018). Trumpocracy. New York: Harper. ص. 336. ISBN:978-0062796745.
- Dionne، E.J.؛ Mann، Thomas E.؛ Ornstein، Norman (2017). One Nation After Trump: A Guide for the Perplexed, the Disillusioned, the Desperate, and the Not-Yet Deported. New York: St. Martin’s Press. ص. 384. ISBN:978-1250293633.
- Feldman، Stanley (29 يناير 2020). "Authoritarianism, threat, and intolerance". في Borgida؛ Federico؛ Miller (المحررون). At the Forefront of Political Psychology- Essays in Honor of John L. Sullivan. Taylor & Francis. ISBN:9781000768275.
- Le Bon، Gustave (1895). The crowd: A study of the popular mind. Mineola, New York: Dover Publications. ISBN:0-486-41956-8.
- Löwenthal، Leo؛ Guterman، Norbert (1970) [1949]. Prophets of Deceit: A Study of the Techniques of the American Agitator. New York: Harper & Brothers. ISBN:978-0870151828. مؤرشف من الأصل (pdf) في 2020-11-01. Cited page numbers correspond to the 1949 online version at ajarchives.
- Money-Kyrle، Roger (2015) [1941]. "The Psychology of Propaganda". في Meltzer، Donald؛ O’Shaughnessy، Edna (المحررون). The Collected Papers of Roger Money-Kyrle. Clunie Press. Money-Kyle describes not a rhetorical pattern of problem-conflict-resolution, but a progression of psychoanalytic states of mind in the three steps: 1) سوداوية, 2) جنون ارتياب and 3) اضطراب الشخصية النرجسية.
- Nash، George H. (2017). "American Conservatism and the Problem of Populism". في Kimball، Roger (المحرر). Vox Populi: The Perils and Promises of Populism. New York: Encounter Books. ص. 216. ISBN:978-1-59403-958-4.
- Sexton، Jared Yates (2017). The People Are Going to Rise Like the Waters Upon Your Shore: A Story of American Rage. Berkeley: Counterpoint Press. ص. 198. ISBN:978-1-61902-956-9.
- Smith، David Livingstone (2020). On inhumanity : dehumanization and how to resist it (electronic- epub). New York, NY: Oxford University Press. ISBN:9780190923020.
- Stenner، Karen؛ Haidt، Jonathan (6 مارس 2018). "Authoritarianism is not a momentary madness, but an eternal dynamic within liberal democracies". في Sunstein، C.R. (المحرر). Can It Happen Here?- Authoritarianism in America. New York City, NY: Dey Street Books. ISBN:9780062696212.
- Temelkuran، Ece (2019). How to Lose a Country: The 7 Steps from Democracy to Dictatorship. ISBN:9780008340612.
- Woodward، Bob (2018). الخوف: ترامب في البيت الأبيض. New York: Simon & Schuster. ص. 448. ISBN:978-1-4711-8130-6.

المقالات
- Assheuer, Thomas (16 May 2018). "Donald Trump: Das Recht bin ich". دي تسايت (بالألمانية). Archived from the original on 2021-01-26.
- Blyth، Mark (15 نوفمبر 2016). "Global Trumpism: Why Trump's Victory was 30 Years in the Making and Why It Won't Stop Here". Foreign Affairs. مؤرشف من الأصل في 2022-03-10.[وصلة مكسورة]
- Brazile, Donna (28 Aug 2020). "Convention shows Republican Party has died and been replaced by Trump Party". Fox News (بالإنجليزية). Archived from the original on 2021-01-11.
- Browning، Christopher R. (25 أكتوبر 2018). "The Suffocation of Democracy". نيويورك ريفيو أوف بوكس. ج. 65 ع. 16. مؤرشف من الأصل في 2021-02-10. "Trump is not Hitler and Trumpism is not Nazism, but regardless of how the Trump presidency concludes, this is a story unlikely to have a happy ending."
- Choma، Becky L.؛ Hanoch، Yaniv (فبراير 2017). "Cognitive ability and authoritarianism: Understanding support for Trump and Clinton". Personality and Individual Differences. ج. 106 ع. 1: 287–291. DOI:10.1016/j.paid.2016.10.054. hdl:10026.1/8451.
- Clavey، Charles H. (20 أكتوبر 2020). "Donald Trump, Our Prophet of Deceit". Boston Review. مؤرشف من الأصل في 2021-01-19. اطلع عليه بتاريخ 2020-10-20.
- "Etymology Corner - Collins Word of the Year 2016". Collins Dictionary. 3 نوفمبر 2016. مؤرشف من الأصل في 2019-08-25.
- Cornelis، Ilse؛ Van Hiel، Alain (2015). "Extreme right-wing voting in Western Europe: The role of social-cultural and antiegalitarian attitudes". Political Psychology. ج. 35 ع. 6: 749–760. DOI:10.1111/pops.12187.
- Dale، Daniel (28 أغسطس 2020). "Fact check: Trump makes more than 20 false or misleading claims in accepting presidential nomination". CNN. CNN.com. مؤرشف من الأصل في 2020-12-30. اطلع عليه بتاريخ 2020-09-17.
- Diamond، Jeremy (29 يوليو 2016). "Timeline: Donald Trump's praise for Vladimir Putin". CNN. مؤرشف من الأصل في 2020-11-16.
- Matthews، Dylan (10 ديسمبر 2015). "I asked 5 fascism experts whether Donald Trump is a fascist. Here's what they said". Vox. مؤرشف من الأصل في 2020-11-02.
- Feldman، Stanley؛ Stenner، Karen (28 يونيو 2008). "Perceived threat and authoritarianism". Political Psychology. ج. 18 ع. 4: 741–770. DOI:10.1111/0162-895X.00077.
- Finchelstein، Federico (2017). From Fascism to Populism in History. Univ of California Press. ص. 11–13. ISBN:978-0-520-96804-2. مؤرشف من الأصل في 2021-02-15.
- Finn، Ed (13 مايو 2017). "Is Trump a fascist?". The Independent (Newfoundland). مؤرشف من الأصل في 2020-06-04.
- Fuchs، Christian (2018). "Digital Demagogue: Authoritarian Capitalism in the Age of Trump and Twitter". Pluto Press: 83. JSTOR:j.ctt21215dw.8. مؤرشف من الأصل في 2022-10-10. Table 4.1: Of those whose financial situation became worse since 2012, 78% voted for Trump {{استشهاد بدورية محكمة}}: الاستشهاد بدورية محكمة يطلب |دورية محكمة= (مساعدة)
- Harwood، John (20 يناير 2017). "Why Trumpism May Not Endure". The New York Times. مؤرشف من الأصل في 2022-10-17.
- Hopkin، Jonathan؛ Blyth، Mark (2020). "Global Trumpism: Understanding Anti-System Politics in Western Democracies". في Vormann، Boris؛ Weinman، Michael D. (المحررون). The Emergence of Illiberalism. Routledge. ISBN:9780367366247.
- Isaac، Jeffrey (نوفمبر 2017). "Making America Great Again?". Perspectives on Politics. Cambridge University Press. ج. 15 ع. 3: 625–631. DOI:10.1017/S1537592717000871. مؤرشف من الأصل في 2021-02-15.
- Katzenstein, Peter J. (20 Mar 2019). "Trumpism is Us". WZB Mitteilungen (بالإنجليزية). Social Science Research Center Berlin. Archived from the original on 2021-01-28. Retrieved 2020-10-15.
- Kessler، Glenn؛ Kelly، Meg (10 يناير 2018). "President Trump has made more than 2,000 false or misleading claims over 355 days". The Washington Post. مؤرشف من الأصل في 2021-01-25.
- Kuhn، Johannes (2 سبتمبر 2017). "Who moved America to the right". زود دويتشه تسايتونج. مؤرشف من الأصل في 2022-05-23.
- Kuhn, Johannes (17 Jul 2018). "Trump und Putin: Republikaner üben leichte Kritik". زود دويتشه تسايتونج (بالألمانية). Archived from the original on 2020-11-11.
- Lebow, David (13 May 2019). "Trumpism and the Dialectic of Neoliberal Reason". Perspectives on Politics (بالإنجليزية). Cambridge University Press. 17 (2): 380–398. DOI:10.1017/S1537592719000434. Archived from the original on 2020-12-28. Retrieved 2020-06-09.
- Leone، Luigi؛ Desimoni، Marta؛ Chirumbolo، Antonio (26 سبتمبر 2012). "Interest and expertise moderate the relationship between right-wing attitudes, ideological self-placement and voting". European Journal of Personality. ج. 28 ع. 1: 2–13. DOI:10.1002/per.1880.
- Lubbers، Marcel؛ Scheepers، Peer (7 ديسمبر 2010). "French Front National voting: A micro and macro perspective" (PDF). Ethnic and Racial Studies. ج. 25 ع. 1: 120–149. DOI:10.1080/01419870120112085. S2CID:59362467. مؤرشف من الأصل (PDF) في 2020-11-22.
- MacWilliams، Matthew (17 يناير 2016). "The one weird trait that predicts whether you're a Trump supporter". Politico. مؤرشف من الأصل في 2021-01-29.
- Marietta، Morgan؛ Farley، Tyler؛ Cote، Tyler؛ Murphy، Paul (2017). "The Rhetorical Psychology of Trumpism". The Forum. De Gruyter. ج. 15 ع. 2: 313–312. DOI:10.1515/for-2017-0019. S2CID:148986197.
- Newkirk، Vann R. (15 مارس 2016). "Donald Trump, Wrestling Heel". ذا أتلانتيك. مؤرشف من الأصل في 2020-12-01.
- Partington، Richard (7 يوليو 2018). "Trump's trade war: what is it and which products are affected?". The Guardian. مؤرشف من الأصل في 2021-01-10.
- Pettigrew، Thomas J. (2 مارس 2017). "Social Psychological Perspectives on Trump Supporters". Journal of Social and Political Psychology. ج. 5 ع. 1: 107–116. DOI:10.5964/jspp.v5i1.750. مؤرشف من الأصل في 2020-10-13. اطلع عليه بتاريخ 2022-01-11.
- Reicher، Stephen؛ Haslam، S. Alexander (19 نوفمبر 2016). "The politics of hope: Donald Trump as an entrepreneur of identity". ساينتفك أمريكان. مؤرشف من الأصل في 2021-02-06. اطلع عليه بتاريخ 2020-10-15.
- Reicher، Stephen (4 مايو 2017). ""La beauté est dans la rue": Four reasons (or perhaps five) to study crowds". Group and Intergroup Relations. ج. 20 ع. 5: 593–605. DOI:10.1177/1368430217712835. S2CID:148743518.
- Rudolf، Peter (2017). "The US under Trump: Potential consequences for transatlantic relations". في Heinemann-Grüder، Andreas (المحرر). Peace Report 2017 (PDF). Berlin/ Münster/ Zürich: LIT-Verlag, International Politics. ج. 29. ISBN:9783643909329. مؤرشف من الأصل (PDF) في 2020-11-22.
- Seeßlen, Georg (2 Feb 2017). "Language attack of the right-wing populists: Trumpets of Trumpism (German:"Trompeten des Trumpismus")". دير شبيغل (بالألمانية). Archived from the original on 2020-11-11. Retrieved 2020-10-15.
- Serwer، Adam. "The Nationalist's Delusion". ذا أتلانتيك. مؤرشف من الأصل في 2021-01-31. اطلع عليه بتاريخ 2017-11-20.
- Smith، Julianne؛ Townsend، Jim. "NATO in the Age of Trump:What it Can't and Can't Accomplish Absent U.S. Leadership". الشؤون الخارجية (مجلة). مؤرشف من الأصل في 2021-01-11.
- Swyngedouw، Marc؛ Ivaldi، Giles (ديسمبر 2007). "The extreme right utopia in Belgium and France: The ideology of the Flemish Vlaams Blok and the French front national". West European Politics. ج. 24 ع. 3: 1–22. DOI:10.1080/01402380108425450. S2CID:144383766.
- Tarnoff، Ben (9 نوفمبر 2016). "The triumph of Trumpism: the new politics that is here to stay". The Guardian. مؤرشف من الأصل في 2020-11-11.
- Tharoor، Ishaan (11 يوليو 2018). "Trump's NATO trip shows 'America First' is 'America Alone'"". The Washington Post.
- Thompson, Jack (12 Jun 2017). "Understanding Trumpism: The foreign policy of the new American president" (PDF). Sirius: Journal of Strategic Analysis (بالإنجليزية). والتر دي جروتر  [لغات أخرى]‏. 1 (2): 109–115. DOI:10.1515/sirius-2017-0052. S2CID:157683957. Archived from the original (PDF) on 2021-02-15. Retrieved 2020-10-15.{{استشهاد بدورية محكمة}}:  صيانة الاستشهاد: علامات ترقيم زائدة (link)
- Van Assche، Jasper؛ Dhont، Kristof؛ Pettigrew، Thomas F. (أبريل 2019). "The social‐psychological bases of far‐right support in Europe and the United States". Journal of Community & Applied Social Psychology. ج. 29 ع. 5: 385–401. DOI:10.1002/casp.2407. hdl:1854/LU-8639899. مؤرشف من الأصل في 2022-05-23.
- Van Hiel، Alain (مارس 2012). "A psycho-political profile of party activists and left-wing and right-wing extremists". European Journal of Political Research. ج. 51 ع. 2: 166–203. DOI:10.1111/j.1475-6765.2011.01991.x. مؤرشف من الأصل في 2020-12-19.
- Van Hiel، Alain؛ Mervielde، Ivan (يوليو 2006). "Explaining conservative beliefs and political preferences: A comparison of social dominance orientation and authoritarianism". Journal of Applied Social Psychology. ج. 32 ع. 5: 965–976. DOI:10.1111/j.1559-1816.2002.tb00250.x.
- Zaretsky، Robert (7 يوليو 2016). "Donald Trump and the myth of mobocracy". ذا أتلانتيك. مؤرشف من الأصل في 2021-02-07. اطلع عليه بتاريخ 2020-10-15.